# EBCスーパーニュース
『EBCスーパーニュース』（イービーシースーパーニュース）は、テレビ愛媛で夕方に生放送していた愛媛県向けのローカルワイドニュース番組。ハイビジョン制作（地上デジタル放送のみ）。

## 番組概要
- 1998年3月30日、『EBCザ・ヒューマン FNN』の後番組として『EBCスーパーニュース FNN』の題で放送を開始した。週末版『FNNスーパーニュースWEEKEND EBC』は2001年4月7日より放送していた。

- 2002年4月1日からは『スーパーニュース』17時台（ローカルセールス枠）のネットを開始（FNN地方局では高知さんさんテレビに次ぎ2局目）し、それを『一番出し!スーパーニュース EBC』と題して放送していた。

- 2005年10月3日から2009年3月27日までは夕方のコンプレックス型情報ワイド『テレチュー2・5h』に内包した「コンプレックスのコンプレックス」として前半の『一番出し!スーパーニュース EBC』が第2部、後半の『EBCスーパーニュース FNN』が第3部（実質的には『一番出し!』と『EBCスーパーニュース』の前半・東京発の全国ニュース編（東京からのネット受け）までが第2部、『EBCスーパーニュース』後半・愛媛ローカル編が第3部）として位置づけられた。

- 2012年4月2日からは、第1部・第2部ともに『EBCスーパーニュース』と題して放送した。同年10月1日から2013年3月29日までは放送開始を早めて16:48開始とし、16:50から『FNNスーパーニュース』をネットしていた。

## キャスター

### 現在
平日版
キャスター
- 堀本直克、加藤夏海
- 東将太、名護谷希慧

スポーツえひめ
- 滝沢雄一

リポーター
- 林愛実

週末版
- シフト勤務
  - 大下香奈
  - 中山明音
  - 東将太

### 過去
- 岡本匡史
- 橋本利恵
- 久保田夏菜
- 土居寛親
- 三好千博
- 住田洋
- 川添永津子
- 山田幸子
- 石崎佳代子
- 鶴田由香
- 一色美和
- 村上幸司
- 三瓶晶子
- 五十嵐利恵
- 高山景子
- 小林咲夏
- 近藤鉄太郎
- 西村裕美子
- 森川慎太郎
- 東将太

## 放送時間
| 期間      | 期間      | 放送時間（JST）            | 放送時間（JST）       | 放送時間（JST）       |
| 期間      | 期間      | 月曜日 - 金曜日            | 土曜日                | 日曜日                |
| --------- | --------- | -------------------------- | --------------------- | --------------------- |
| 1998.3.30 | 2000.4.2  | 17:55 - 18:55（60分）      | 18:00 - 18:30（30分） | 17:30 - 18:00（30分） |
| 2000.4.3  | 2001.4.1  | 17:54 - 18:55（61分）      | 18:00 - 18:30（30分） | 17:30 - 18:00（30分） |
| 2001.4.2  | 2002.3.31 | 17:54 - 18:55（61分）      | 17:30 - 18:00（30分） | 17:30 - 18:00（30分） |
| 2002.4.1  | 2005.4.3  | 16:59 - 18:55（116分）     | 17:30 - 18:00（30分） | 17:30 - 18:00（30分） |
| 2005.4.4  | 2007.9.28 | 16:55 - 18:55（2時間）     | 17:30 - 18:00（30分） | 17:30 - 18:00（30分） |
| 2007.10.1 | 2011.4.3  | 16:53 - 18:55（2時間2分）  | 17:30 - 17:55（25分） | 17:30 - 18:00（30分） |
| 2011.4.4  | 2012.3.31 | 16:53 - 19:00（2時間7分）  | 17:30 - 17:55（25分)  | 17:30 - 17:55（25分)  |
| 2012.4.2  | 2012.9.30 | 16:53 - 19:00（2時間7分）  | 17:30 - 17:55（25分） | 17:30 - 17:57（27分） |
| 2012.10.1 | 2013.3.31 | 16:48 - 19:00（2時間12分） | 17:30 - 17:55（25分） | 17:30 - 17:57（27分） |
| 2013.4.1  | 2015.3.29 | 16:50 - 19:00（2時間10分） | 17:30 - 17:55（25分） | 17:30 - 17:57（27分） |

## コーナー
- 特集
- マドンナをさがせ!（2013年9月30日 - ）
- スポーツえひめ
- すぱにゅ〜うぇざ〜
- きょうの俳句